# 羅切斯 (伊利諾伊州)
羅切斯（英語：Roaches）是位於美國伊利諾伊州傑佛遜縣的一個非建制地區。該地的面積和人口皆未知。

## 地理
羅切斯的座標為38°19′30″N 89°04′34″W / 38.32500°N 89.07611°W，而該地的平均海拔高度為151米（即495英尺）。